# Tizgane
Tizgane (franska: Tizgane (CR), Tizgane (Commune Rurale), arabiska: عياشة) är en kommun i Marocko.   Den ligger i provinsen Chefchaouen och regionen Tanger-Tétouan-Al Hoceïma, i den nordöstra delen av landet, 220 km nordost om huvudstaden Rabat. Antalet invånare är 11 711.